# Le Poujol-sur-Orb
Le Poujol-sur-Orb este o comună în departamentul Hérault din sudul Franței. În 2009 avea o populație de 1.031 de locuitori.

## Evoluția populației
| An        | 1975 | 1982 | 1990 | 1999 | 2006  | 2009  |
| --------- | ---- | ---- | ---- | ---- | ----- | ----- |
| Populație | 826  | 825  | 905  | 890  | 1.034 | 1.031 |